# МЦ 30
МЦ 30 — семейство советских трёхствольных комбинированных ружей, разработанных для охоты на крупного зверя (крупных копытных, медведя и др.). 

## История
Оружие было разработано в 1960-е — 1970-е годы коллективом оружейников и конструкторов (М. И. Скворцов, В. А. Николаев, Н. Рыжов, А. П. Глинский, И. П. Корнейчев, Л. А. Быков, А. К. Татаринов, Ю. В. Дяблов и И. М. Игнатов). 
Сведения о разработке трёхствольных комбинированных ружей МЦ 30-01, МЦ 30-02 и МЦ 30-03 с двумя верхними гладкими стволами длиной 600-675 мм и одним нижним нарезным стволом, а также фотоснимок одного из этих экспериментальных ружей были опубликованы в открытой печати в октябре 1960 года. В августе 1961 года был опубликован фотоснимок ружья МЦ 30-13.
В дальнейшем, ружьё МЦ 30-03 (вместе с несколькими другими экспериментальными моделями охотничьего оружия ЦКИБ СОО) было направлено в Байкальский коопзверопромхоз на территории Слюдянского района Иркутской области РСФСР для испытаний в естественных условиях эксплуатации.
После завершения испытаний первых образцов, в январе 1979 года штуцер МЦ 30-09 был представлен в павильоне "Охота" на выставке достижений народного хозяйства СССР в Москве, в дальнейшем это оружие производилось ЦКИБ СОО в двух вариантах исполнения по заказу организаций.
Это был один из самых дорогих образцов советского охотничьего оружия - в январе 1979 года стоимость одного МЦ 30-09 составляла до 2000 рублей.
13 декабря 1996 года президент РФ Б. Н. Ельцин подписал федеральный закон "Об оружии", вступивший в законную силу с 1 июля 1997 года. В соответствии с этим законом, гражданское оружие не могло использовать в качестве боеприпасов патроны к короткоствольному огнестрельному оружию. В результате, с 1 июля 1997 года комбинированные ружья МЦ-30 под револьверный патрон 7,62 × 38 мм на территории Российской Федерации оказались вне закона и подлежали изъятию у владельцев.

## Описание
МЦ 30 представляет собой трёхствольный штуцер.
Блок стволов и цевьё отъёмные. Стволы соединены со ствольной коробкой ствольными крюками, шарниром, цевьём и поперечной планкой, а запираются рамкой, входящей в паз подствольного крюка. Рычаг отпирания стволов находится сверху.
Нарезные стволы МЦ 30-01, МЦ 30-02 и МЦ 30-03 имели четыре правых нареза. Нарезные стволы МЦ 30-09 и МЦ 30-12 имеют шесть правых нарезов.
Ударные механизмы с внутренними курками смонтированы на отдельных основаниях. Передний спусковой крючок универсальный, для последовательной стрельбы из верхнего правого и левого стволов. Задний спусковой крючок служит для стрельбы из нижнего ствола. Курки выполнены отдельно от бойков, взводятся при отпирании стволов.
Предохранители запирают спусковые крючки, также оружие оснащено интерсепторами и экстракторами для выдвижения стреляных гильз из патронников.
Ложа пистолетная с выступом под щёку, из лакированного ореха.
Первый образец был оснащён оптическим прицелом ТО-6П, однако в дальнейшем оружие комплектовалось оптическим прицелом ПО-4×34 или ТО-6ПМ, который устанавливался поверх блока стволов.

## Варианты и модификации
- МЦ 30-01 — первый экспериментальный образец, два ствола под ружейный патрон 20/70 мм и один под 5,6-мм экспериментальный патрон, был оснащён шестикратным оптическим прицелом ТО-6П[2]
- МЦ 30-02 — экспериментальный образец, два ствола под ружейный патрон 20/70 мм и один под экспериментальный патрон 6,5 × 38 мм (собранный в гильзе патрона от револьвера «наган» с обжатым дульцем и полуоболочечной 6,5-мм пулей массой 5,6 грамм, имевшей начальную скорость 600 м/с)[2]
- МЦ 30-03 — два ствола под ружейный патрон 20/70 мм и один под револьверный патрон 7,62 × 38 мм «наган»[2]
- МЦ 30-09 — вариант с двумя верхними гладкими стволами под ружейный патрон 12/70 мм и нижним нарезным стволом под патрон 9 × 53 мм R[3][1]
- МЦ 30-12 — вариант с двумя верхними нарезными стволами под патрон 9 × 53 мм R и нижним гладким стволом под ружейный патрон 12/70 мм[1]
- МЦ 30-13 — два ствола под ружейный патрон 20/70 мм и один под револьверный патрон 7,62 × 38 мм «наган»[2].
- МЦ 30-20 — два ствола под ружейный патрон 20/70 мм и один под 5,6-мм патрон кольцевого воспламенения[2].
- МЦ 140 — следующая модель «тройника», разработка которой была завершена в 1988 году. Масса ружья — 3,4 кг. Имеет два гладких верхних ствола 12-го калибра длиной 650 мм (дульные сужения левого ствола — 1,0 мм, правого — 0,5 мм) и нижний нарезной ствол под патрон 9×53 мм R, два спусковых крючка, автоматический предохранитель и интерсепторы[8].